# Ourém (Pará)
Ourém  este un oraș în Pará (PA), Brazilia.